# Amarildo (Fußballspieler, Dezember 1999)
Amarildo de Andrade Pedro Junior (* 23. Dezember 1999 in Sabaúna, São Paulo), auch bekannt als Amarildo, ist ein brasilianischer Fußballspieler.

## Karriere
Amarildo erlernte das Fußballspielen den Juniorenmannschaften des CA Taboão da Serra und Grêmio Esportivo Osasco. Von 2022 bis 2024 spielte er in Brasilien in den unterklassigen Mannschaften von Paulista FC, SE Itapirense, Grêmio Esportivo Glória, EC Águia Negra, EC São Bernardo und Santa Helena EC. Ende Dezember 2024 zog es ihn nach Thailand. Hier unterschrieb er in Kanchanaburi einen Vertrag beim Zweitligisten Kanchanaburi Power FC. Sein Zweitligadebüt gab Amarildo am 12. Januar 2025 (19. Spieltag) im Heimspiel gegen den Chainat Hornbill FC. Bei dem 1:0-Heimerfolg stand er in der Startelf und wurde in der 65. Minute gegen Ittipol Akpatcha ausgewechselt. Am Ende der Saison 2024/25 belegte er mit dem Verein den vierten Tabellenplatz und qualifizierte sich somit für die Play-off-Spiele zur ersten Liga. Im Halbfinale konnte man sich gegen den fünftplatzierten Mahasarakham SBT FC durchsetzen. Im Finale traf man auf den Phrae United FC. Das Hinspiel im eigenen Stadion gewann man mit 3:2. Das Rückspiel endete 2:2. Kanchanaburi gewann mit insgesamt 5:4 und stieg somit in die erste Liga auf. Nach dem Aufstieg wurde sein Vertrag im Mai 2025 nicht verlängert. Für Kanchanaburi bestritt er zehn Ligaspiele. Anfang August 2025 unterschrieb er einen Vertrag beim Zweitligisten Chainat Hornbill FC.